# Серебракян, Ани-Матильда
Ани-Матильда Серебракян (англ. Ani-Matilda Serebrakyan, арм. Անի-Մաթիլդա Սերեբրակյան; 7 февраля 1989, Лос-Анджелес, Калифорния) — армянская и американская горнолыжница, участница Олимпийских игр 2010 года от Армении.
Её старший брат, Арман Серебракян, также профессионально занимается горнолыжным спортом и принимал участие в Олимпийских играх в Сочи в 2014 году.

## Биография
Родилась в Калифорнии с семье этнических армян — выходцев из Ирана.
В спортивной программе на Олимпийских играх в Ванкувере Ани-Матильда выступала в слаломе (дисквалификация) и гигантском слаломе (не смогла финишировать).